# Ophiolamia
Genre
Ophiolamia est un genre de mollusques gastéropodes de la famille Eulimidae. Les espèces rangées dans ce genre sont marines et parasitent des échinodermes ; l'espèce type est Ophiolamia armigeri.

## Taxonomie
Ne pas confondre ce genre Ophiolamia Warén & Carney, 1981 avec Ophiolamina Stöhr & Segonzac, 2006, qui est un genre d'ophiures.

## Description
La coquille est rugueuse et opaque, elle mesure environ 3 mm. Les spires sont convexes.

## Distribution et habitat
Les espèces vivent dans le Nord-Ouest de l'océan Atlantique. Ophiolamia armigeri vit à 4 000 m de profondeur.

## Biologie
Ophiolamia armigeri parasite l'ophiure Ophiomusium armigerum.

## Liste d'espèces
Selon World Register of Marine Species (30 août 2017) :
- Ophiolamia armigeri Warén & Carney, 1981
- Ophiolamia fragilissima Bouchet & Warén, 1986